# Wachenheimer Goldbächel
Das Wachenheimer Goldbächel ist eine je nach Datenquelle 3,39 beziehungsweise 4 Hektar umfassende Weinlage der Gemeinde Wachenheim im Bereich Mittelhaardt/Deutsche Weinstraße im rheinland-pfälzischen Landkreis Bad Dürkheim.
Sie gehört zur Großlage Forster Mariengarten und wird nach der VDP-Qualitätspyramide als Erste Lage eingestuft.
Der Boden besteht aus lehmigem Sand. Altenburg hat eine Höhe von 125 bis 140 Metern über NHN. Die Lage ist geprägt durch eine leichte Hangneigung mit einer Neigung von 6,4 %. Insbesondere werden Riesling und Spätburgunderwerden in dieser Lage angebaut. Die Weingüter Bürklin-Wolf und Georg Mosbacher bewirtschaften die Lage. Benannt ist die Lage nach dem Goldbächel, dem Vorläufer des Goldbachs, der die Lage nach Süden begrenzt.